# Holger Rössborn
Holger Viktor Rössborn, född 27 september 1912 i Göteborg, död 16 februari 2001 i Halmstad, var en svensk arkitekt.
Efter studentexamen vid Göteborgs latinläroverk 1932 utexaminerades Rössborn från Chalmers tekniska institut 1937. Han var assistent vid länsarkitektkontoret i Karlskrona 1938–1942, i Linköping 1942–1943, arkitekt vid stadsplanekontoret i Göteborgs stad 1943–1945 samt stadsplanearkitekt vid byggnadsnämnden i Halmstads stad från 1945 och stadsarkitekt där från 1964.